# Mladoňovice (kraj Wysoczyna)
Mladoňovice – miejscowość i gmina (obec) w Czechach, w kraju Wysoczyna, w powiecie Třebíč. W 2022 roku liczyła 406 mieszkańców.